# خوان آنتونیو باردم
خوان آنتونیو باردم (اسپانیایی: Juan Antonio Bardem‎؛ ‏ ۲ ژوئن ۱۹۲۲ – ۳۰ اکتبر ۲۰۰۲) کارگردان، و فیلم‌نامه‌نویس اهل اسپانیا بود. وی عضو حزب کمونیست اسپانیا بود و با همکاری لوئیس گارسیا برلانگا، مجله‌ای فیلمی به نام «اوبتخیوو» بنیان نهاد که تا سال ۱۹۵۶ منتشر می‌شد.

## گزیدهٔ فیلم‌شناسی

### سینما
- آن زوج خوشبخت (۱۹۵۳)
- خوش آمدید آقای مارشال! (۱۹۵۳)
- کمدین‌ها (۱۹۵۴)
- مرگ یک دوچرخه‌سوار (۱۹۵۵)
- خیابان اصلی (۱۹۵۶)
- در ساعت ۵ بعدازظهر (۱۹۶۱)
- بی‌گناهان (۱۹۶۳)
- هرگز اتفاقی نمی‌افتد (۱۹۶۳)
- سگ (۱۹۷۷)
- هفت روز در ژانویه (۱۹۷۹)

### تلویزیون
- جزیره اسرارآمیز (۱۹۷۳)